# خانه سید علی قوامی
خانه سید علی قوامی مربوط به دوره پهلوی است و در شهرستان فومن، شهرک تاریخی ماسوله واقع شده و این اثر در تاریخ ۲۵ اسفند ۱۳۸۰ با شمارهٔ ثبت ۵۳۳۲ به‌عنوان یکی از آثار ملی ایران به ثبت رسیده است.